# والتر وولف كينغ
والتر وولف كينغ (بالإنجليزية: Walter Woolf King)‏ هو مغني وممثل أمريكي، ولد في 2 نوفمبر 1899 في سان فرانسيسكو في الولايات المتحدة، وتوفي في 24 أكتوبر 1984 في بيفرلي هيلز في الولايات المتحدة.

## وصلات خارجية
- والتر وولف كينغ على موقع IMDb (الإنجليزية)
- والتر وولف كينغ على موقع قاعدة بيانات برودواي على الإنترنت (الإنجليزية)
- والتر وولف كينغ على موقع قاعدة بيانات برودواي على الإنترنت (الإنجليزية)
- والتر وولف كينغ على موقع قاعدة بيانات برودواي على الإنترنت (الإنجليزية)
- والتر وولف كينغ على موقع قاعدة بيانات الفيلم (الإنجليزية)